# Madison (Flórida)
Madison é a única cidade localizada no estado americano da Flórida, no condado de Madison, do qual é sede. Foi incorporada em 1945.

## Geografia
De acordo com o United States Census Bureau, a cidade tem uma área de 6,7 km², onde 6,6 km² estão cobertos por terra e 0,1 km² por água.

### Localidades na vizinhança
O diagrama seguinte representa as localidades num raio de 40 km ao redor de Madison.

## Demografia
Segundo o censo nacional de 2010, a sua população é de 2 843 habitantes e sua densidade populacional é de 432,2 hab/km². É a localidade mais populosa e a mais densamente povoada do condado de Madison, e também a que, em 10 anos, teve a maior redução populacional do condado. Possui 1 349 residências, que resulta em uma densidade de 205,1 residências/km².